# Ueno (Tokio)

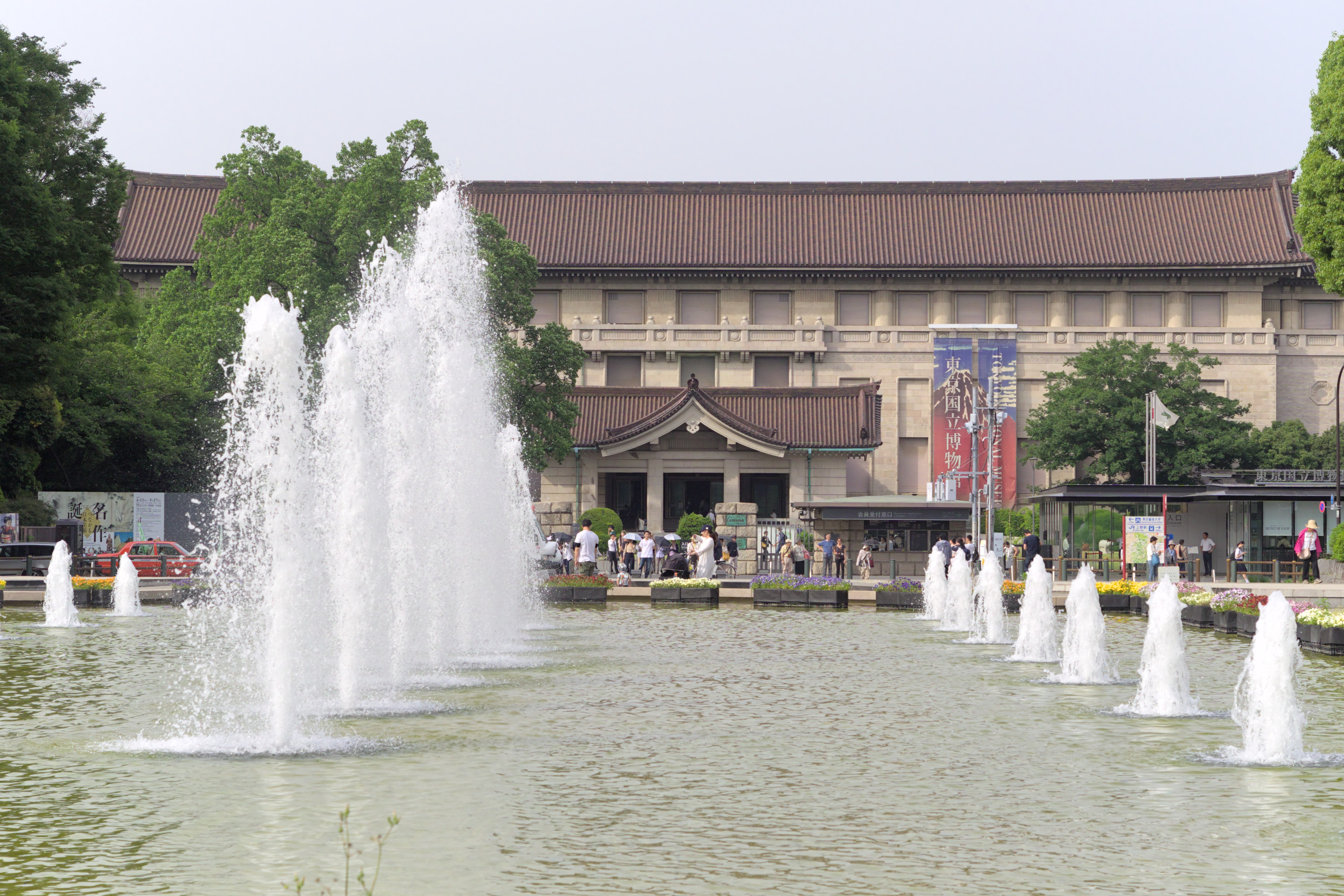
Tokijské národní muzeum

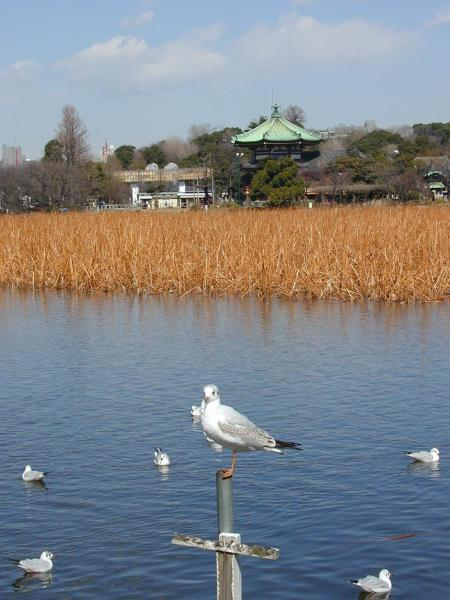
Rybník Šinobazu a chrám Benten-dó

Ueno (japonsky: 上野, hiragana: うえの) je tokijská čtvrt severně od císařského paláce v tokijské městské části Taitó-ku. Nachází se tu velké nádraží Ueno a velký park Ueno, v němž nalezneme například Tokijské národní muzeum, Národní muzeum západních umění, Národní muzeum vědy a přírody nebo tokijskou zoologickou zahradu Ueno.

## Čtvrť
Nachází se zde velké nádraží Ueno, obchodní ulice Ameja-jokočó, co byla původně po druhé světové válce černým trhem. Dále také japonská zahrada Kjú-Iwasaki-tei s vilou, ve které bydlela rodina Iwasaki, jež založila dnes již slavnou firmu Micubiši. Dále se zde nachází velký park Ueno.

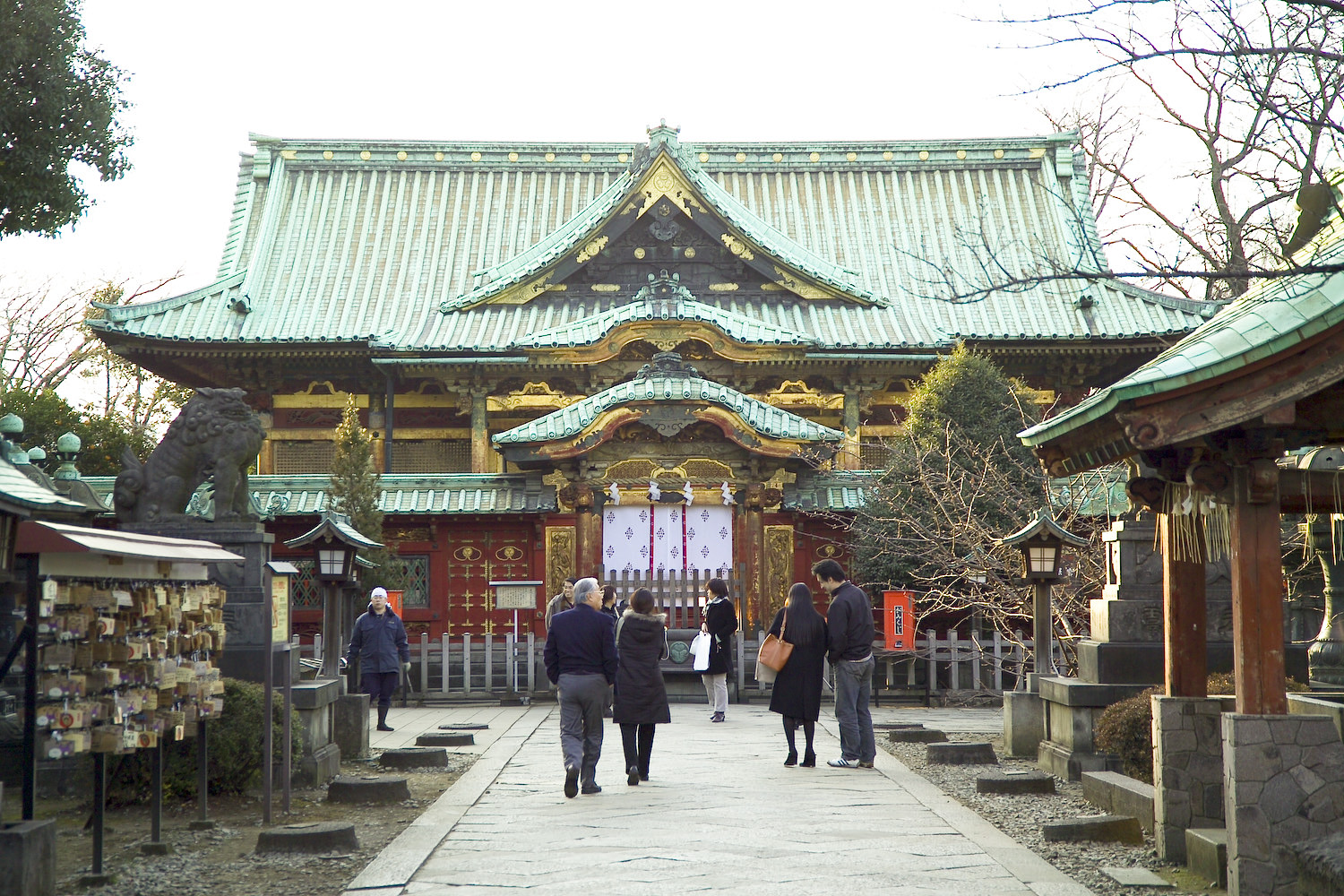
Svatyně Tóšó-gú

## Park Ueno a zoologická zahrada Ueno
Park Ueno je park, v němž leží mnoho muzeí, jako například Tokijské národní muzeum, Národní muzeum západních umění, Národní muzeum vědy a přírody nebo Muzeum Šitamači. V parku najdeme mnoho buddhistických chrámů, z nichž je nejznámější chrám Benten-dó zasvěcený bohyni Benzaiten, který leží na ostrově uprostřed velkého rybníka Šinobazu. Od roku 1898 stojí v parku bronzová socha Takamoriho Saigóa, známějšího jako Poslední samuraj. V parku najdeme i šintoistickou svatyni Tóšó-gú a pětipatrovou pagodu Kan´eidži. V parku Ueno je i tokijská zoologická zahrada Ueno, která je nejstarší zoologickou zahradou v Japonsku. Největší atrakcí této zoologické zahrady jsou pandy velké, ale žijí zde i gorily nížinné, sloni indičtí, okapi nebo tygři sumaterští. Zoologická zahrada je silnicí rozdělena na dvě části a obě je spojuje most pro chodce a monorail jezdící jenom po zoo.

## Galerie

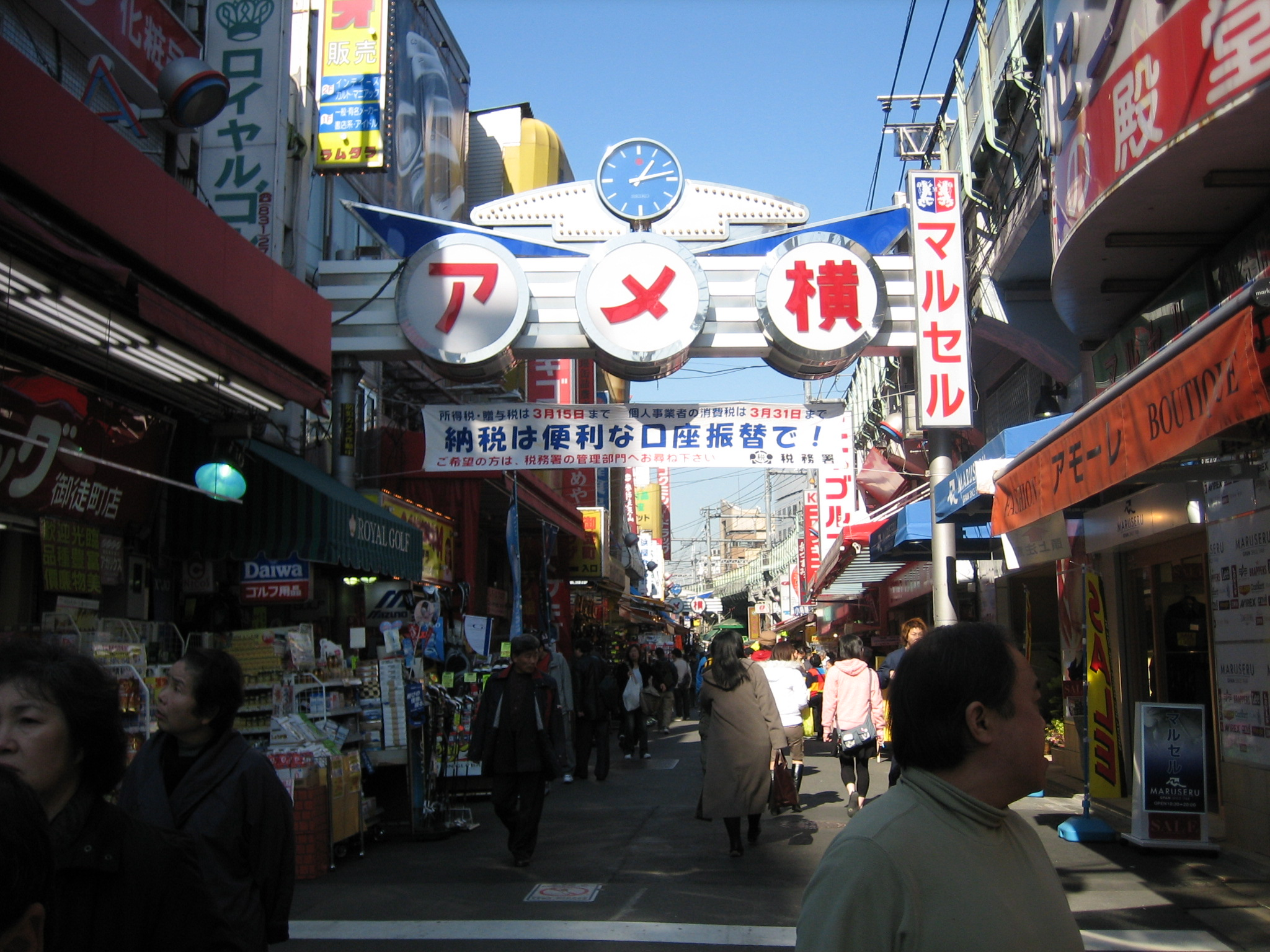
Ulice Ameja-jokočó
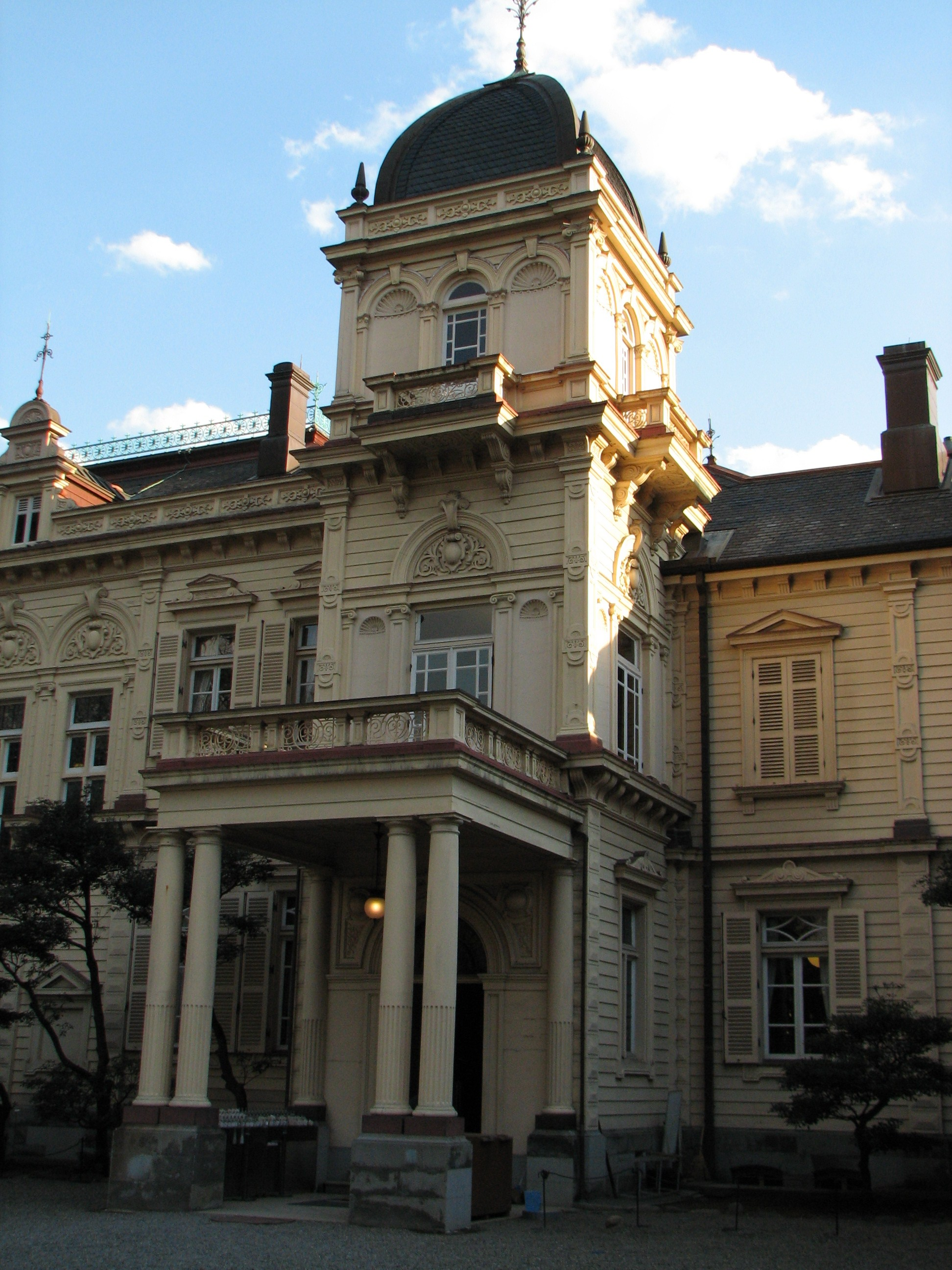
Vila v zahradě Kjú-Iwasaki-tei
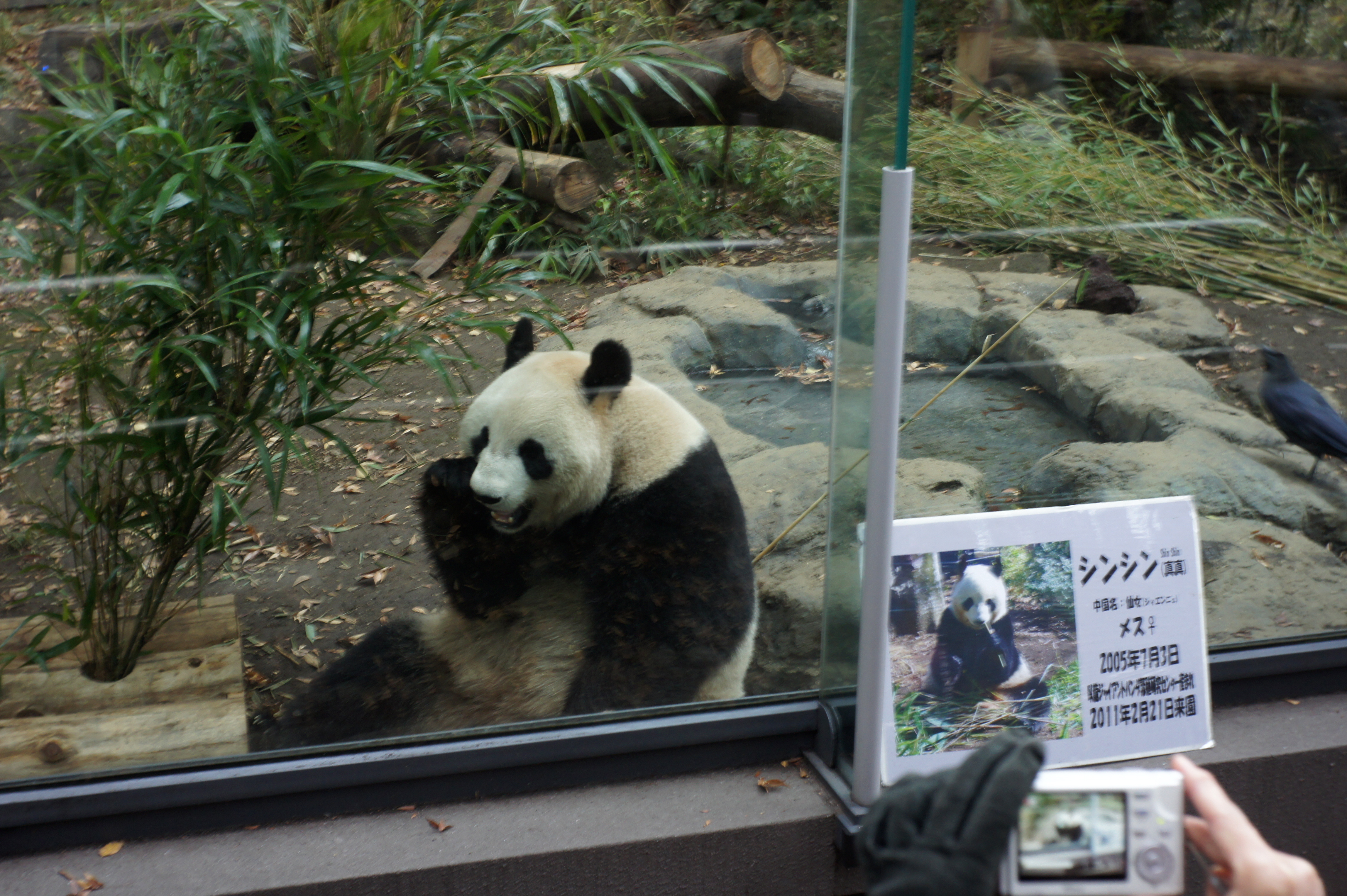
Panda v Ueno zoo